# Velloreille-lès-Choye
Velloreille-lès-Choye é uma comuna francesa na região administrativa de Borgonha-Franco-Condado, no departamento de Alto Sona. Estende-se por uma área de 4,13 km². Em 2010 a comuna tinha 83 habitantes (densidade: 20,1 hab./km²).